# 巴斯蒂亚站
巴斯蒂亚站是法国的一个铁路车站，位于法国科西嘉城市巴斯蒂亚。该站位于科西嘉岛上，不与法国本土的铁路网连接。

## 位置
巴斯蒂亚站位于巴斯蒂亚市区的中部偏西，是一个尽头式车站。车站大致呈南北走向，正门朝北，列车只能从南侧进出。

## 停靠线路
以下列车线路在巴斯蒂亚站停靠：
| 巴斯蒂亚站列车线路表 |              |          |                 |              |
| 线路                 | 车种         | 上一站   | 下一站          | 大致运行频率 |
| 巴斯蒂亚—阿雅克肖    | Grande Ligne | （起点） | 卢皮诺/卡萨莫扎 | 每天3~6趟    |
| 巴斯蒂亚—科尔泰      | Grande Ligne | （起点） | 卢皮诺          | 每天1趟      |
| 巴斯蒂亚—卡尔维      | Grande Ligne | （起点） | 卢皮诺          | 每天1趟      |
| 1.                   |              |          |                 |              |

## 配套交通

### 城际客运
| 停靠巴斯蒂亚站的大巴车 |                                |                                                                              |
| 上下车地点             | 运营单位                       | 主要目的地                                                                   |
| 巴斯蒂亚站门口         | 科西嘉公共交通公司 Corsica Bus | 阿雅克肖机场、卡尔维、比古利亚、韦基奥港、莫里亚尼海滩、巴雷塔利、文佐拉斯卡 |
| 巴斯蒂亚站门口         | CFC                            | （当某条铁路线施工或罢工时，CFC可能会提供途径该线路沿途站点的大巴车）        |
| 1. 2. 3.               |                                |                                                                              |

### 市内交通
| 巴斯蒂亚站附近的公交线路 |                |                            |
| 公交车站名称             | 位置           | 停靠线路                   |
| Gare                     | 巴斯蒂亚站门口 | 1路、1b路、2路、6路、10a路 |

## 临近车站
| 巴斯蒂亚站（Gare de Bastia）                                                                     |                        |                   |
| 上行车站                                                                                         | 线路                   | 下行车站          |
| （起点）                                                                                         | 巴斯蒂亚－阿雅克肖铁路 | 卢皮诺站* → 1.7km |
| - 本表仅显示运营中的线路及车站 *注：卢皮诺站为非必停乘降所，需要上下车的乘客须提前通知司机停靠。 |                        |                   |